# Aramides saracura
Il rallo pettoardesia o rallo boschereccio pettoardesia (Aramides saracura von Spix, 1825) è un uccello della famiglia dei Rallidi originario delle regioni sud-orientali del Sudamerica.

## Descrizione
Il rallo pettoardesia misura circa 34,5-36,5 cm di lunghezza. La sommità e i lati della testa sono di un bruno-grigiastro che sfuma in un bruno-rossastro su nuca, parte posteriore del collo e parte superiore del dorso, e in un verde oliva sulle ali e sul resto del dorso; la groppa è color seppia, ma la coda è nera; il mento e la gola sono bianchi o bianco-camoscio chiaro; la parte anteriore del collo e le regioni inferiori sono di colore ardesia-bluastro; il sottoala è rossiccio, striato di nero. Il becco è color verdastro chiaro, con la base bluastra; le zampe sono rossicce o bruno-giallastre. I sessi sono simili.

## Distribuzione e habitat
Il rallo pettoardesia vive nelle foreste tropicali del Brasile sud-orientale (dal Minas Gerais meridionale, attraverso l'Espírito Santo e il Rio de Janeiro, al Rio Grande do Sul), del Paraguay orientale e dell'estremità nord-orientale dell'Argentina (Misiones).
Si incontra generalmente nelle zone umide o lungo il corso dei fiumi.

## Biologia
Il rallo pettoardesia è una specie sfuggente e difficile da avvistare, che trascorre gran parte del tempo nascosta tra i giunchi. Specie alquanto inquieta, quando è nervoso agita freneticamente la corta coda, tenuta generalmente sollevata dal corpo. Il suo forte richiamo si ode generalmente verso il crepuscolo. Vive da solo o in coppia.
È onnivoro, e si nutre sia di sostanze vegetali, come erbe e germogli, che animali, come insetti e loro larve, nonché di uova di altri uccelli acquatici e di rane.
Costruisce il nido tra gli arbusti, a circa 2 m dal suolo. Di solito ciascuna covata è composta da 4 o 5 uova; i piccoli sono segnati da macchie marroni.